# 百花山柴胡
百花山柴胡（学名：Bupleurum chinense f. octoradiatum）为伞形科柴胡属北柴胡下的一个变型。

## 扩展阅读
- 百花山柴胡 （页面存档备份，存于）